# كوين كاستيلس
كوين كاستيلس (بالهولندية: Koen Casteels) هو لاعب كرة قدم بلجيكي في مركز حراسة المرمى ولد في يوم 25 يونيو 1992 في بلدة بونهايدن في بلجيكا، يلعب حالياً مع نادي القادسية السعودي وسبق له اللعب مع فولفسبورغ وهوفنهايم وخينك ،يبلغ طوله 196 سم.

## روابط خارجية
- كوين كاستيلس على موقع الاتحاد الدولي (مؤرشف)  (الإنجليزية)
- كوين كاستيلس على موقع الاتحاد الأوربي (الإنجليزية)
- كوين كاستيلس على موقع الاتحاد البلجيكي (الإنجليزية)
- كوين كاستيلس على موقع إي إس بي إن إف سي (الإنجليزية)
- كوين كاستيلس على موقع قاعدة بيانات كرة القدم.إي يو (الإنجليزية)
- كوين كاستيلس على موقع بيانات كرة القدم. دي إي (الألمانية)
- كوين كاستيلس على موقع ناشيونال فوتبول تيمز (الإنجليزية)
- كوين كاستيلس على موقع Soccerbase.com (لاعب) (الإنجليزية)
- كوين كاستيلس على موقع Soccerway.com (الإنجليزية)
- كوين كاستيلس على موقع عالم كرة القدم.نت (الإنجليزية)